# Elecciones parlamentarias de Letonia de 2011
Las elecciones parlamentarias se celebraron en Letonia el 17 de septiembre de 2011, tras el referéndum del 23 de julio de 2011, el primero por el cual se disolvió un parlamento. Las anteriores elecciones se habían celebrado en octubre del año psado.
Las elecciones resultaron en que el Partido Socialdemócrata «Armonía»  ganó más asientos, subiendo dos más hasta los 31 escaños. Esto era la primera vez que un partido prorruso había ganado más asientos en una elección letona.  Unidad, anteriormente el partido más grande, cayó a un tercio, con 20 asientos, detrás del recientemente formado Zatlers' Partido de Reforma, dirigido por el expresidente Valdis Zatlers, quién había provocado el referéndum de disolución en mayo.  El partido de la Alianza Nacional obtuvo seis asientos más, obteniendo 14.  Tanto la Unión de Verdes y Labradores y el primer Partido de Letonia/la manera letona perdieron fuertemente, con el último saliendo del Saeima.
Zatlers y el Primer ministro incumbente Valdis Dombrovskis formaron pronto una coalición. Necesitando nueve asientos más para darles la mayoría dejó tres coaliciones posibles – con Centro de Armonía, la Alianza Nacional, o la Unión de Verdes y Labradores. Los Verdes y los labradores estaban dirigidos por Zatlers, quién lo criticó por ser un "partido oligarca".  Después de charlas iniciales con la Alianza Nacional, formaron una gran coalición con Partido Socialdemócrata «Armonía».  Aun así, Zatlers y la unidad regresó a la Alianza Nacional, y firmó un acuerdo de coalición el 11 de octubre, con Dombrovskis como Primer ministro.  El nuevo gobierno fue confirmado por el Saeima el 25 de octubre.

## De fondo
Con anterioridad a las elecciones, un número de cambios en el sistema de partido de Letonia ocurrió:
- El Partido Democrático Social "Harmony" absorbió Daugavpils Partido de Ciudad.[3]
- El partido de las Personas disolvió él entre deudas altas y deprisa hundiéndose popularidad.[4]
- Para Fatherland y Libertad/LNNK y Todo Para Letonia! Girado su alianza de elección Alianza Nacional a un partido de junta.[5]
- El Partido de Era Nuevo, Sociedad y Unión Cívicas para Otra Política giraron su Unidad de alianza de la elección a un partido de junta.[6]
- Presidente anterior Valdis Zatlers (responsable para el referéndum) fundó Zatlers' Partido de Reforma, el cual está disfrutando popularidad grande en encuestas de elección. Zatlers' El objetivo declarado es para sacar la influencia de oligarchs en política letona; con la disolución del partido de las Personas, los partidos Zatlers considera para representar oligarchs es la Unión de Verdes y Labradores y el primer Partido de Letonia/Manera letona.[5]

## Resultados
El partido de Centro de la Armonía, dirigido por Nils Ušakovs, acabó con aproximadamente un 29% del voto, seguido por Zatlers' Partido de Reforma con un 21% y el partido de Unidad con un 18%. La Alianza Nacional y la Unión de Verdes y Labradores era el solo otros partidos para introducir Parlamento, con catorce y doce por ciento del voto, respectivamente.  La victoria de Harmony Centro era el primer para un pro-partido ruso desde entonces la independencia de Letonia; el partido tiene lazos a Rusia Unida.
|                                                                       | Partido                                    | Votos   | %      | Cambio | Seats | ±     |
| --------------------------------------------------------------------- | ------------------------------------------ | ------- | ------ | ------ | ----- | ----- |
|                                                                       | Partido Socialdemócrata «Armonía»          | 259,930 | 28.62% | +2.01% | 31    | +2    |
|                                                                       | Partido Reformista de Zatlers              | 190,853 | 21.01% | Nuevo  | 22    | Nuevo |
|                                                                       | Unidad                                     | 172,563 | 19.00% | −12.9% | 20    | −13   |
|                                                                       | Alianza Nacional                           | 127,208 | 14.01% | +6.18% | 14    | +6    |
|                                                                       | Unión de Verdes y Agricultores             | 111,957 | 12.33% | –7.79% | 13    | –9    |
|                                                                       | El Primer Partido de Letonia/Manera Letona | 22,131  | 2.44%  | –5.43% | 0     | –8    |
|                                                                       | Por Derechos humanos en Unión de Letonia   | 7,109   | 0.78%  | –0.69% | 0     | ±0    |
|                                                                       | Último Partido                             | 4,471   | 0.49%  | –0.41% | 0     | ±0    |
|                                                                       | Para una República Presidencial            | 2,881   | 0.31%  | –0.44% | 0     | ±0    |
|                                                                       | El control de las personas                 | 2,573   | 0.28%  | –0.14% | 0     | ±0    |
|                                                                       | Partido Obrero Socialdemócrata Letón       | 2,531   | 0.28%  | –0.37% | 0     | ±0    |
|                                                                       | Libertad. Libre de Miedo, Odio y Rabia     | 2,011   | 0.22%  | Nuevo  | 0     | Nuevo |
|                                                                       | Unión Demócrata Cristiana                  | 1,993   | 0.22%  | –0.15% | 0     | ±0    |
|                                                                       | Nulo                                       | 8.255   |        |        |       |       |
| Total                                                                 | Total                                      | 916.469 | 100%   |        | 100   |       |
| Participación: 59.49% Fuente: Comisión de Elección Central de Letonia |                                            |         |        |        |       |       |

## Formación de gobierno
A pesar de ganar la mayoría de asientos, Armonía era incapaz de llegar a un acuerdo para formar una coalición que aguantara una mayoría en el parlamento inmediatamente después de la elección. Usakovs realizó charlas con Zatlers Partido de Reforma y la unidad que sigue la elección con el objetivo de formar una coalición, aun así los analistas políticos dijeron que una potencial amenaza en las negociaciones podría ser la oposición de otros partidos a la conexión de Armonía con la población de habla rusa. La coalición potencial más probable estuvo pronosticada para ser Zatlers' Partido de Reforma, Unidad y Alianza Nacional. Valdis Dombrovskis se propuso para ser Primer ministro, a pesar de que su partido acabó por detrás del Partido de Reforma.
Zatlers Declaró el 1 de octubre de 2011 que prefería una coalición con Dombrovskis como primer ministro e incluyendo a Armonía. Aun así, el 10 de octubre de 2011, los informes indicaron que una coalición con la Alianza Nacional era poco segura. Finalmente se formó una coalición entre Unidad, Partido de Reforma y la coalición de Alianza Nacional.